# Johan Michael Hoffmann
Johan Michael Hoffmann (ca. 1790 i København – 17. juni 1847 i Horseskoven) var en dansk musicus og skovfoged. Blandt hans kompositioner var blandt andet de såkaldte Valdemars Slots Danse (ca. 1850), i kammermusisk stil. Han var gift med Kristine Marie Alsing.